# Unktehila

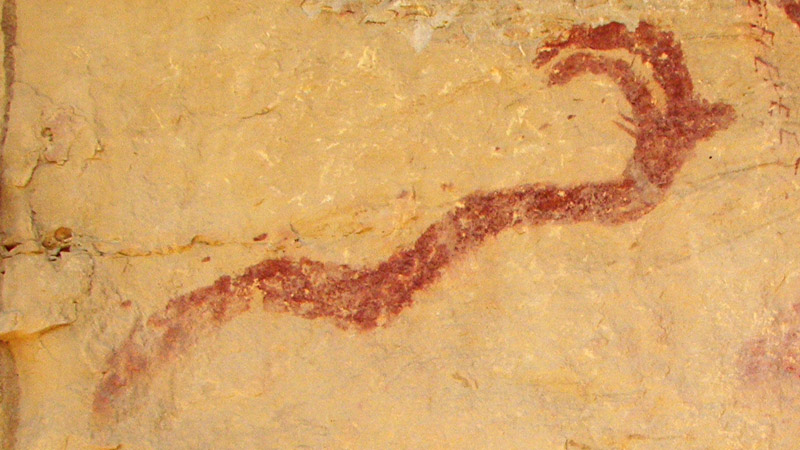
Un Serpente Cornuto nello stile pittografico del Barrier Canyon, nella regine del Western San Rafael Swell dello Utah.

Gli Unktehila, anche noti come Serpenti Cornuti, sono creature che appaiono nella mitologia di molte culture Native Americane. Generalmente, i miti li considerano creature antidiluviane originatesi prima dell'uomo e fisicamente simili ad enormi rettili, dotati di grandi corna e di una pelle coriacea e squamata. Alcune tradizioni li dipingono simili a enormi lucertole, altre ad altrettanto grandi serpenti. In molte tradizioni gli Unktehila erano gli acerrimi nemici degli uccelli del tuono, dai quali gli esemplari più grandi furono annientati. Queste figure sono assimilabili per simbologia e funzione ai draghi europei e asiatici e come loro, a seconda delle molte variazioni regionali, associati all'acqua, alla pioggia, ai fulmini, al tuono o al fuoco. Questi rettili mitologici sono protagonisti di spicco dei differenti complessi cerimoniali della preistoria del Nord America. I Serpenti Cornuti sono creature comuni anche in molte culture europee e medio orientali.

## Nella cultura dei nativi

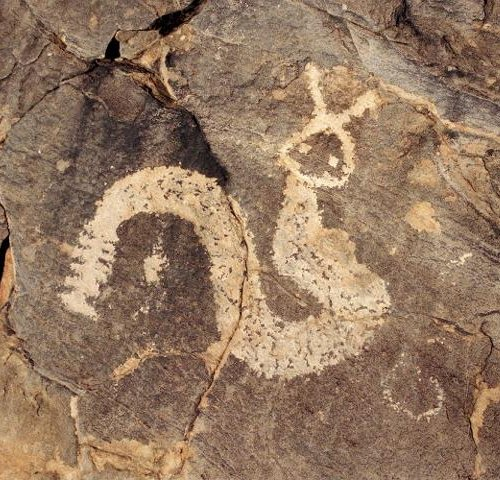
Incisione rupestre raffigurante un serpente cornuto (Pony Hills and Cook's Peak, Nuovo Messico)

Gli Unktehila appaiono nella tradizione orale di numerosi popoli indigeni delle Americhe, specialmente delle tribù indigene delle foreste sud-orientali e dei Grandi Laghi. Le tradizioni del popolo Muscogee includono serpenti cornuti e "serpenti-nodo", chiamati estakwvnayv in lingua Muscogee. Entrambe sono variamente interpretati come la stessa creatura o a volte come due creature differenti; simili, ma differenti per dimensioni, in quanto il Serpente Cornuto sarebbe ben più grande del serpente-nodo. Per il popolo Muscogee fisicamente il Serpente Cornuto sarebbe un genere di serpente acquatico ricoperto di dure squame iridescenti e cristalline, con un singolo grande cristallo sulla fronte (curiosamente questo particolare richiama il radicato mito euro-asiatico delle cosiddette pietre di drago, preziosi cristalli che si troverebbero nella testa dei draghi: le due tradizioni sono in realtà completamente slegate e si sono sviluppate in maniera del tutto indipendente). Sia le scaglie che il cristallo sono molto ricercati per via del loro enorme potenziale divinatorio. Le corna, chiamate chitto gab-by, erano invece usate nella medicina. Jackson Lewis, un consulente presso John R. Swanton riguardo alle tradizioni del popolo Muscogee, disse riguardo a queste creature: "Questo serpente vive nell'acqua e ha corna come quelle di un cervo. Non è un serpente malvagio… non attacca gli uomini ma sembra avere una capacità magnetica sulle prede". Spesso nelle storie e nelle favole, il Serpente Cornuto ama mangiare il sumac. Le popolazioni dell'Alabama invece, chiamano il Serpente Cornuto tcinto såktco o "pesce-aragosta", e sono soliti classificarlo in quattro categorie che si distinguono per il colore delle loro corna ritorte, blu, rosse, bianche o gialle.
All'interno del popolo Yuchi la figura del Serpente Cornuto è talmente sentita che le raffigurazioni più recenti arrivano sino al 1905. Un'effigie della creatura fu creata a partire dal manto scuoiato di un cervo, con il corpo dipinto di blu e le corna di giallo. La danza Yuchi nota come "danza della grande tartaruga" onora lo spirito del Serpente Cornuto, che nella loro tradizione è associato ai concetti di fulmine, fuoco, tuono, malattia e arcobaleno, tutti concetti che spesso ricordano figurativamente tracciati lineari (quindi "serpentiformi"). Fra le popolazioni Cherokee, il Serpente Cornuto è noto come "uktena". L'antropologo James Mooney, descrive così l'animale:
Quelli che lo conoscono riferiscono che l'uktena è un enorme serpente, largo quanto il tronco di un albero, con corna sulla sua testa e una luminosa, sfolgorante cresta simile ad un diamante sulla sua fronte, con scaglie che ardono come scintille di fuoco. Esso ha anelli o macchie colorate lungo la sua intera lunghezza, e non può essere ferito eccetto che puntando alla settima macchia dalla testa, perché è sotto questa macchia che si trovano il suo cuore e la sua vita. Lo scintillante diamante è detto ulun'suti, trasparente, e colui che lo riesce a conquistare può diventare il più grande taumaturgo della tribù. Ma è un'impresa che vale la vita, giacché chiunque sia avvistato dall'Uktena è così abbagliato dal suo bagliore luminoso che corre verso il serpente invece di tentare la fuga. Come se non bastasse, il respiro dell'Uktena è così pestilenziale che nessuna creatura può sopravvivere se inala anche la più piccola quantità dell'aria malsana emessa dall'Uktena. Anche il solo vedere un Uktena addormentato presagisce la morte, ma non del cacciatore stesso, quanto della sua famiglia. 

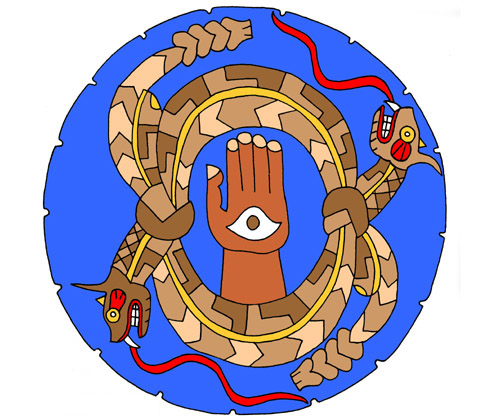
Serpenti-nodo su una lastra di arenaria dei popoli del Mississippi dal sito archeologico di Moundville.

Secondo le credenze del popolo Sioux, lo Unktehila (Ųȟcéǧila) è un terribile rettile mostruoso dei tempi antichi. Erano molti e di molte forme, ma alla fine gli uccelli del tuono li distrussero, risparmiando solo piccole specie come lucertole e serpenti. Il mito potrebbe essere stato ispirato dal ritrovamento di dinosauri fossili nel territorio tribale dei Sioux; anche l'uccello del tuono potrebbe essere stato in parte ispirato da resti di scheletri di pterosauro.

### Altri nomi noti
- Misi-kinepikw ("grande serpente")—Tribù Cree
- Msi-kinepikwa ("grande serpente ")—Tribù Shawnee
- Misi-ginebig ("grande serpente")—Tribù Oji-Cree
- Mishi-ginebig ("grande serpente")—Tribù Ojibwe
- Pita-skog ("grande serpente")—Tribù Abenaki
- Sinti lapitta—Tribù Choctaw
- Unktehi o Unktehila—Tribù Dakota
- Olobit—Tribù Natchez
- Uktena—Tribù Cherokee

## Nell'iconografia occidentale

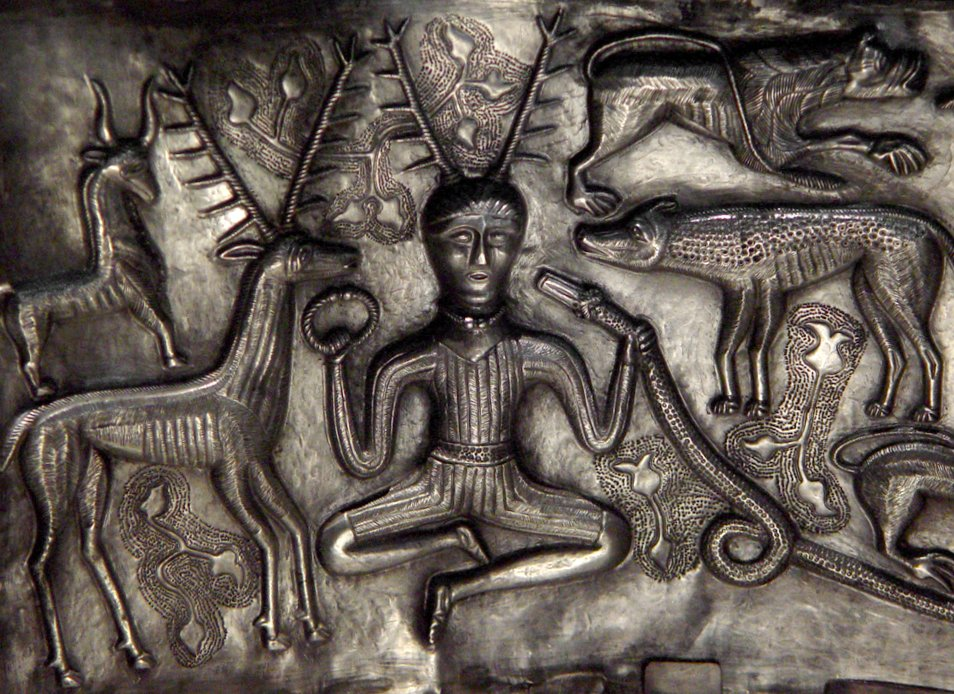
La divinità cornuta del Calderone di Gundestrup, comunemente identificata con Cernunnos, tiene in mano un serpente dalle corna di ariete e un torque.

Il serpente dalle corna di ariete è una immagine religiosa ben conosciuta nell'Europa nord-occidentale prima e durante il periodo romano. Appare tre volte sul Calderone di Gundestrup, e nella Gallia romano-celtica era strettamente connesso al dio cornuto Cernunnos, in compagnia del quale è frequentemente raffigurato. Questa coppia mitologica appare almeno dal IV sec. a.C. nell'Italia settentrionale, dove una grande figura cornuta con torque e serpenti fu intagliata nella roccia in Val Camonica.
Una figuretta in bronzo a Étang-sur-Arroux e una scultura in pietra a Sommerécourt raffigurano il corpo di Cerumnos attorniato da due serpenti cornuti che si cibano dalle ciotole di frutta e di farina di mais nel grembo del dio. Sempre a Sommerécourt troviamo inoltre la scultura di una dea che sorregge una cornucopia e un melograno, mentre un serpente cornuto mangia da una ciotola di cibo. A Yzeures-sur-Creuse troviamo l'incisione di un giovane con un serpente cornuto scolpito nell'atto di avvolgersi intorno alle sue gambe, con la testa appoggiata sullo stomaco della figura, mentre a Cirencester nel Gloucestershire le gambe di Cerumnos sono due serpenti che si torcono ai due lati della sua testa per nutrirsi di frutta e grano. Secondo Mirande Green, i serpenti rappresentano la natura pacifica del dio, associata alla generosità della natura e all'abbondanza di frutta, ed evidenzia la sua associazione con la rigenerazione.
Altre divinità sono occasionalmente accompagnate da serpenti con corna di ariete, inclusi i cosiddetti "Marte Celtico", "Mercurio Celtico"; inoltre serpenti cornuti e a volte anche serpenti più convenzionali appaiono in combinazione con la ruota solare, apparentemente come attributi del dio del cielo.

## Nell'iconografia mesopotamica
Nella mitologia mesopotamica, il Ningishzida, è un ancestrale prototipo del serpente biblico trovato nel Giardino dell'Eden, a volte raffigurato come un serpente con corna. In altre raffigurazioni è tratteggiato con sembianze umane, ma è accompagnato da alcuni bashmu, sei serpenti cornuti. Il Ningishzida condivide l'epiteto di Ushumgal, "grande serpente", con molte altre divinità mesopotamiche.